# 麗水港駅
麗水港駅（れいすいこうえき、ヨスハンえき）は、現在の大韓民国全羅南道麗水市にかつて存在した全羅線の駅である。

## 歴史
- 1930年12月25日：開業[1]。
- 1943年12月1日：廃止[2]。